# Csicsókeresztúr
Csicsókeresztúr (románul: Cristeștii Ciceului) település Romániában, Beszterce-Naszód megyében.

## Fekvése
Bethlentől nyugatra, a Nagy-Szamos jobb partján, keresztül folyik rajta az Ilosvapataka. Felőr és Várkudu közt fekvő település.

## Nevének eredete
Előnevét a többi Keresztúr nevű községtől való megkülönböztetésként Csicsó-tól kapta, amelyhez tartozott. A Keresztúr utóneve pedig abból a középkori magyar szokásból eredt, mely szerint a keresztet, mint jelvényt megurazták, mintha személy lett volna.

## Története
Csicsókeresztúr és környéke már az ókorban is lakott hely volt, erre utalnak a területén és környékén talált római épületromok is.
Nevét 1332-1337 közt említették először az oklevelek Kereztur néven.
1405-ben Kerezthur, 1601-ben Cichio Kereztur-nak írták.
Kezdetektől fogva a Csicsói vár tartozéka volt, 1405-től pedig a Losonczi Bánffy család birtoka, magyar lakossággal.
1467-ben Mátyás király Bánffy István fiától Lászlótól és Bánffy Dezső fiaitól Lászlótól és Zsigmondtól Csicsóvárbeli részeiket hűtlenség címén elvette és a Szerdahelyi család tagjainak adományozta.
1554-ben már királyi birtok, I. Ferdinánd magyar királytól Bocskay György kapta meg.

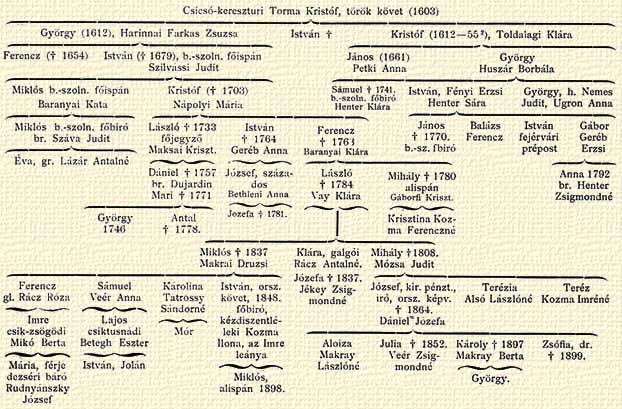
A Torma család családfája

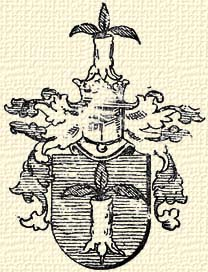
A Torma család címere

1566-ban már Torma Dániel birtokának írták az oklevelek. A későbbiekben pedig a Torma családé. Az övék volt még az 1800-as évek végén is.
1898-ban a Torma családon kívül részbirtokos volt még itt a naszódvidéki iskolai ösztöndíjalap, Weér Dezső és Virág Jakab is.
A község története során többször esett pusztítás áldozatául:
1601-ben Basta hadai dúlták fel.
1661 nyarán pedig Ali basa török tatár hadai pusztították a falut.
1704-ben Tiege labanc hadai pusztították végig a falut.
1717-ben pedig a tatárok dúlták fel és égették porrá az egész községet, lakóit pedig fogságba hurcolták. Megfogyatkozott magyar lakói helyére ezután románok telepedtek le.
1831-ben 501 lakosa volt, 1891-ben 717, ebből 43 római katolikus, 568 görögkatolikus román, 84 református, 22 izraelita volt.
Az 1910-es népszámláláskor 830 lakosa volt, melyből 138 volt magyar, 32 német, 659 román, ebből 55 római katolikus, 639 görögkatolikus, 95 református volt.
A 20. század elején Csicsókeresztúr Szolnok-Doboka vármegye Bethleni járásához tartozott.

## Látnivalók
- Római katolikus templom
- Torma udvarház - klasszicista stílusú és a fő motívuma a kagylódíszes háttér előtt, lendületes porcdíszekkel keretelt családi címer, alatta az alábbi felirattal: AEDIFICATA 1593 PER CHRISTOPHORUM RENOV[ata] / 1782 PER IOSEPHUM TORMA DE CSICSOKERESZTUR (Építtetett 1593-ban Torma Kristóf, megújíttatott / 1782-ben csicsókeresztúri Torma József által).
- A falu ortodox temploma 1896-ban épült.

## Híres lakói
- Torma József (Dés, 1801. március 29. – Csicsókeresztúr, 1864. január 19.) történész, megyei királyi pénztárnok és országgyűlési képviselő. Torma Károly és Torma Zsófia régészek édesapja.
- Torma Zsófia (Csicsókeresztúr, 1831. szeptember 26. – Szászváros, 1899. november 14.) régésznő, aki elsőnek tárta fel az újkökori TORDOSI kultúrát, mely őskori lelőhelyet húszéves, folyamatos kitartással vizsgált. 1879-ben kimutatta, hogy kapcsolat van a tordosi jelek és az asszír – babilóniai írásbeliség között. Régészeti leletei alapján hasonlóságokat állapított meg a Kárpát-medence és Mezopotámia korai kultúrái között. Neki tulajdonítható az első európai írásbeliség megjelenésére vonatkozó felfedezés azáltal, hogy 6-7 000 éves írásjegyes cserépedényeket tanulmányozott.
- Torma Károly (Kudu, 1829. október 13. – Porto d'Anzio, 1897. február 28.) bölcsészdoktor, régész, egyetemi tanár, országgyűlési képviselő, az MTA rendes tagja. Több forrás említi 1823. december 10-ét is mint születési dátumot, azonban ez az információ téves. A csicsókeresztúri római katolikus plébánián keresztelték, a születési anyakönyvben megtalálható az október 13-ai bejegyzés.[3]